# 1911 год
1911 (ты́сяча девятьсо́т оди́ннадцатый) год  по григорианскому календарю — невисокосный год, начинающийся в воскресенье. Это 1911 год нашей эры, 1‑й год 2‑го десятилетия XX века 2‑го тысячелетия, 2‑й год 1910‑х годов. Он закончился 114 лет назад.
| Пн | Вт | Ср | Чт | Пт | Сб | Вс |
|    |    |    |    |    |    | 1  |
| 2  | 3  | 4  | 5  | 6  | 7  | 8  |
| 9  | 10 | 11 | 12 | 13 | 14 | 15 |
| 16 | 17 | 18 | 19 | 20 | 21 | 22 |
| 23 | 24 | 25 | 26 | 27 | 28 | 29 |
| 30 | 31 |    |    |    |    |    |

| Пн | Вт | Ср | Чт | Пт | Сб | Вс |
|    |    | 1  | 2  | 3  | 4  | 5  |
| 6  | 7  | 8  | 9  | 10 | 11 | 12 |
| 13 | 14 | 15 | 16 | 17 | 18 | 19 |
| 20 | 21 | 22 | 23 | 24 | 25 | 26 |
| 27 | 28 |    |    |    |    |    |

| Пн | Вт | Ср | Чт | Пт | Сб | Вс |
|    |    | 1  | 2  | 3  | 4  | 5  |
| 6  | 7  | 8  | 9  | 10 | 11 | 12 |
| 13 | 14 | 15 | 16 | 17 | 18 | 19 |
| 20 | 21 | 22 | 23 | 24 | 25 | 26 |
| 27 | 28 | 29 | 30 | 31 |    |    |

| Пн | Вт | Ср | Чт | Пт | Сб | Вс |
|    |    |    |    |    | 1  | 2  |
| 3  | 4  | 5  | 6  | 7  | 8  | 9  |
| 10 | 11 | 12 | 13 | 14 | 15 | 16 |
| 17 | 18 | 19 | 20 | 21 | 22 | 23 |
| 24 | 25 | 26 | 27 | 28 | 29 | 30 |

| Пн | Вт | Ср | Чт | Пт | Сб | Вс |
| 1  | 2  | 3  | 4  | 5  | 6  | 7  |
| 8  | 9  | 10 | 11 | 12 | 13 | 14 |
| 15 | 16 | 17 | 18 | 19 | 20 | 21 |
| 22 | 23 | 24 | 25 | 26 | 27 | 28 |
| 29 | 30 | 31 |    |    |    |    |

| Пн | Вт | Ср | Чт | Пт | Сб | Вс |
|    |    |    | 1  | 2  | 3  | 4  |
| 5  | 6  | 7  | 8  | 9  | 10 | 11 |
| 12 | 13 | 14 | 15 | 16 | 17 | 18 |
| 19 | 20 | 21 | 22 | 23 | 24 | 25 |
| 26 | 27 | 28 | 29 | 30 |    |    |

| Пн | Вт | Ср | Чт | Пт | Сб | Вс |
|    |    |    |    |    | 1  | 2  |
| 3  | 4  | 5  | 6  | 7  | 8  | 9  |
| 10 | 11 | 12 | 13 | 14 | 15 | 16 |
| 17 | 18 | 19 | 20 | 21 | 22 | 23 |
| 24 | 25 | 26 | 27 | 28 | 29 | 30 |
| 31 |    |    |    |    |    |    |

| Пн | Вт | Ср | Чт | Пт | Сб | Вс |
|    | 1  | 2  | 3  | 4  | 5  | 6  |
| 7  | 8  | 9  | 10 | 11 | 12 | 13 |
| 14 | 15 | 16 | 17 | 18 | 19 | 20 |
| 21 | 22 | 23 | 24 | 25 | 26 | 27 |
| 28 | 29 | 30 | 31 |    |    |    |

| Пн | Вт | Ср | Чт | Пт | Сб | Вс |
|    |    |    |    | 1  | 2  | 3  |
| 4  | 5  | 6  | 7  | 8  | 9  | 10 |
| 11 | 12 | 13 | 14 | 15 | 16 | 17 |
| 18 | 19 | 20 | 21 | 22 | 23 | 24 |
| 25 | 26 | 27 | 28 | 29 | 30 |    |

| Пн | Вт | Ср | Чт | Пт | Сб | Вс |
|    |    |    |    |    |    | 1  |
| 2  | 3  | 4  | 5  | 6  | 7  | 8  |
| 9  | 10 | 11 | 12 | 13 | 14 | 15 |
| 16 | 17 | 18 | 19 | 20 | 21 | 22 |
| 23 | 24 | 25 | 26 | 27 | 28 | 29 |
| 30 | 31 |    |    |    |    |    |

| Пн | Вт | Ср | Чт | Пт | Сб | Вс |
|    |    | 1  | 2  | 3  | 4  | 5  |
| 6  | 7  | 8  | 9  | 10 | 11 | 12 |
| 13 | 14 | 15 | 16 | 17 | 18 | 19 |
| 20 | 21 | 22 | 23 | 24 | 25 | 26 |
| 27 | 28 | 29 | 30 |    |    |    |

| Пн | Вт | Ср | Чт | Пт | Сб | Вс |
|    |    |    |    | 1  | 2  | 3  |
| 4  | 5  | 6  | 7  | 8  | 9  | 10 |
| 11 | 12 | 13 | 14 | 15 | 16 | 17 |
| 18 | 19 | 20 | 21 | 22 | 23 | 24 |
| 25 | 26 | 27 | 28 | 29 | 30 | 31 |

## События

### Январь
- 10 января — отплывшие из Нового Орлеана сторонники свергнутого президента Гондураса Мануэля Бонильи при поддержке крейсера ВМС США «Такома» захватили порт Трухильо на гондурасском побережье[1].
- Открыта Прикаспийская нефтегазоносная провинция.
- Январь — землетрясение магнитудой 8 в городе Верный (ныне — Алма-Ата). Упоминание о катастрофе можно найти в газете «Семиреченские областные ведомости», а также в романе Юрия Домбровского «Хранитель древностей».

### Февраль
- 18 февраля — произошёл крупнейший обвал объёмом 2,2 млрд м³ на реке Мургаб, в результате которого образовались естественная плотина и Сарезское озеро.
- 27 февраля — ушло в отставку правительство Франции во главе с Аристидом Брианом[2].

### Март
- 2 марта — премьер-министром Франции стал вице-президент Сената Франции Эрнест Монис[3].
- 25 марта — убийство Андрея Ющинского — ученика приготовительного класса Киево-Софийского духовного училища. Власть (в том числе в лице министра юстиции) оказывала давление на следствие и способствовала принятию религиозно-ритуальной версии убийства. В преступлении обвинили еврея Менделя Бейлиса, однако суд присяжных его оправдал. Расследование убийства и последовавший судебный процесс, получивший название «дело Бейлиса», широко освещались в российской и международной печати и имели огромный общественный резонанс[4].
- 28 марта — в соответствии с соглашениями, достигнутыми противоборствующими сторонами на борту крейсера ВМС США «Такома», ушёл в отставку президент Гондураса Мануэль Давила. Временным президентом стал Франсиско Бертран Барайона. Осенью он провёл выборы, на которых победил поддерживаемый США бывший президент Мануэль Бонилья[5].
- 29 марта — на вооружение армии США официально принят пистолет M1911 конструкции Дж. М. Браунинга. Он был заменён новым образцом лишь в 1985 году, но до сих пор используется некоторыми подразделениями вооружённых сил США и других стран.

### Апрель
- 27 апреля — Хуанхуаганское восстание в Китае. Хуан Син и его соратники захватили резиденцию наместника в Гуанчжоу, однако не были поддержаны местным гарнизоном. Погибли 72 повстанца, Хуан Син скрылся[6].
- 29 апреля — 19 ноября — Международная художественная выставка (Рим)[англ.][7][8]

### Май
- 3 мая — германский статс-секретарь Альфред фон Кидерлен-Вехтер изложил в меморандуме план военного вмешательства в Марокко с целью потребовать от Франции территориальных уступок в колониях[9]. План одобрен кайзером[10].
- 10 мая — президент Никарагуа Хуан Хосе Эстрада отдал приказ о аресте оппозиционно настроенного генерала Луиса Мены[исп.], которого поддерживали США. Армия отказалась подчиниться, Эстрада ушёл в отставку и эмигрировал в США. Президентом Никарагуа стал вице-президент Адольфо Диас[11].
- 14 мая — в Бекешчабе братьями Жилински убит руководитель Крестьянской партии Венгрии Андраш Ахим[12].
- 20 мая — правительство Китая подписало соглашение с консорциумом английских, французских, немецких и американских банков, передающее всё строительство железных дорог в Китае в руки иностранцев. В стране началось движение «защиты железных дорог»[13].
- 31 мая — спущен на воду британский лайнер «Титаник», крупнейший пассажирский пароход мира.

### Июнь
- 23 июня
  - Премьер-министр Франции Эрнест Монис ушёл в отставку[3].
  - Собрание албанских представителей в Герче приняло «Красную книгу» — программу автономии Албании[14].
- 27 июня — во Франции сформировано правительство во главе с Жозефом Кайо[15].

### Июль
- 1 июля — германская канонерская лодка «Пантера» утром вошла в марокканский порт Агадир (т. н. прыжок «Пантеры»). В полдень германский посол Шен заявил французскому правительству, что «Пантера» будет гарантировать германские интересы в Марокко, пока там не воцарится спокойствие. Начало Агадирского кризиса[16].
- 3 июля — стартовала секретная экспедиция 1911 года В. К. Арсеньева по борьбе с хунхузами и браконьерами в Уссурийском крае.
- 4 июля — Великобритания заявила Германии, что не намерена признавать нового передела Марокко[16].
- 9 июля — посол Франции в Берлине Жюль Камбон предложил Германии урегулировать Агадирский кризис передачей Германии части территории Французского Конго. Прямого ответа не последовало[16].
- 15 июля — статс-секретарь Альфред фон Кидерлен-Вехтер потребовал от Франции передать Германии всё Французское Конго (за признание французского протектората над Марокко)[17].
- 21 июля — министр финансов Великобритании Дэвид Ллойд-Джордж выразил поддержку Франции в Агадирском кризисе, заявив, что Англия не позволит решать этот вопрос без её участия и что «если Великобританию в вопросах, затрагивающих её жизненные интересы, будут третировать так, точно она больше не имеет никакого значения в семье народов, тогда… мир, купленный такой ценой, явился бы унижением, невыносимым для такой великой страны, как наша». После этого Германия отказалась от собственных территориальных притязаний в Марокко и уменьшила размер территориальной компенсации, требуемой от Франции за признание над ним французского протектората[17].
- 31 июля — во Влёре и Берате начались митинги в поддержку автономии Албании[14].

### Август
- 18 августа — переговоры Германии и Франции по урегулированию Агадирского кризиса прерваны, Европа на грани войны[17].
- 19 августа — в Санкт-Петербурге подписано русско-германское соглашение о Персии и Багдадской дороге. Россия согласилась на строительство Германией Багдадской железной дороги и на постройку линии от Ханекина до Тегерана с правом Германии добиваться концессии на неё в случае отказа России. Германия признала «специальные интересы» России в Персии[18].
- 21 августа — из Лувра похищена Мона Лиза кисти Леонардо да Винчи[19].
- 27 августа — одна из трёх команд футбольной секции при Обществе любителей лыжного спорта (ОЛЛС) сыграла свой первый официальный матч. Считается днём основания профессионального футбольного клуба ЦСКА.

### Сентябрь
- 1 сентября — США предоставили Никарагуа заём. По соглашению американские кредиторы получили 51 % акций Национального банка Никарагуа, никарагуанские таможни до 1928 года передавались под американский контроль в качестве залога платёжеспособности[20].
- 4 сентября — возобновились переговоры Франции и Германии по урегулированию Агадирского кризиса[21].
- 14 сентября — покушение на председателя Совета министров Российской империи Петра Аркадьевича Столыпина[22].
- 25 сентября — одно из крупнейших кораблекрушений XX века: в крюйт-камере стоявшего на рейде в Тулоне французского эскадренного броненосца «Либертэ» (фр. Liberté) прогремел взрыв унёсший жизни 210 человек; 184 были ранены[23].
- 29 сентября — Италия начала военные действия против Османской империи. Началась Итало-турецкая война[24].

### Октябрь
- 5 октября — итальянский морской десант занял Триполи и Хомс в турецкой Триполитании[24].
- 10 октября — восстание в Учане. Начало Синьхайской революции, приведшей к свержению династии Цин и провозглашению республики в Китае[13].
- 11 октября — восставшие солдаты и офицеры заставляют генерала Ли Юаньхуна возглавить военно-революционное правительство провинции Хубэй и выступить против имперских властей Китая[25].
- 14 октября — итальянские войска заняли Тобрук в турецкой Киренаике[24].
- 20 октября — в Российской империи спущен на воду линкор «Гангут»[26].
- 21 октября — итальянские войска заняли Бенгази[24].
- 27 октября — регент Китая великий князь Чунь назначил опального генерала Юань Шикая главнокомандующим всеми вооружёнными силами Китая[27].

### Ноябрь
- 1 ноября — главнокомандующий армией генерал Юань Шикай назначен династией Цин премьер-министром Китая[27].
- 4 ноября — в Берлине посол Франции Жюль Камбон и германский статс-секретарь Альфред фон Кидерлен-Вехтер подписали франко-германский договор. Франция уступала Германии 250 тыс. км² во Французском Конго, получив 15 тыс. км² в Германском Камеруне и признание Германией её протектората над Марокко[21].
- 14 ноября — завершилась секретная экспедиция 1911 года В. К. Арсеньева по борьбе с хунхузами и браконьерами в Уссурийском крае.
- 25 ноября — в Париже покончили жизнь самоубийством видный теоретик марксизма Поль Лафарг и его жена, дочь Карла Маркса Лаура Лафарг[28].
- 28 ноября — германский крейсер «Берлин», сменивший канонёрскую лодку «Пантера», получил приказ покинуть Агадир и вернуться в Германию. Конец Агадирского кризиса[21].

### Декабрь
- 2 декабря — в Китае восставшие войска взяли Нанкин. Это вызвало отделение от Цинского Китая более десяти провинций[29].
- 11 декабря — скончался махараджа Непала Притхви Бир Бикрам Шах Дева. На престол вступил пятилетний Трибхубана Бир Бикрам Шах Дева[30].
- 14 декабря — норвежский полярный исследователь Руаль Амундсен с четырьмя спутниками впервые в истории достиг Южного полюса.
- 25 декабря — Сунь Ятсен вернулся из эмиграции в Шанхай, где был восторженно встречен своими сторонниками[31].

### Без точных дат
- Дело Кассо — скандальное увольнение более ста сотрудников Императорского Московского университета, конфликт разрешился лишь в 1917 году.
- Замёрз Ниагарский водопад[32].
- Основана компания «Mars»

## Родились
См. также: Категория:Родившиеся в 1911 году
- 6 января — Николай Афанасьевич Крючков, советский актёр (ум. 1994).
- 22 января — Бруно Крайский, федеральный канцлер Австрии в 1970—1983 годах (ум. 1990).
- 23 января — Арсений Никифорович Семёнов, советский живописец (ум. 1992).
- 24 января — Кэтрин Мур, американская писательница-фантаст в жанре фэнтези, супруга и соавтор Генри Каттнера (ум. 1987).
- 31 января — Ванга, болгарская женщина, которой приписывают дар предвидения (ум. 1996).

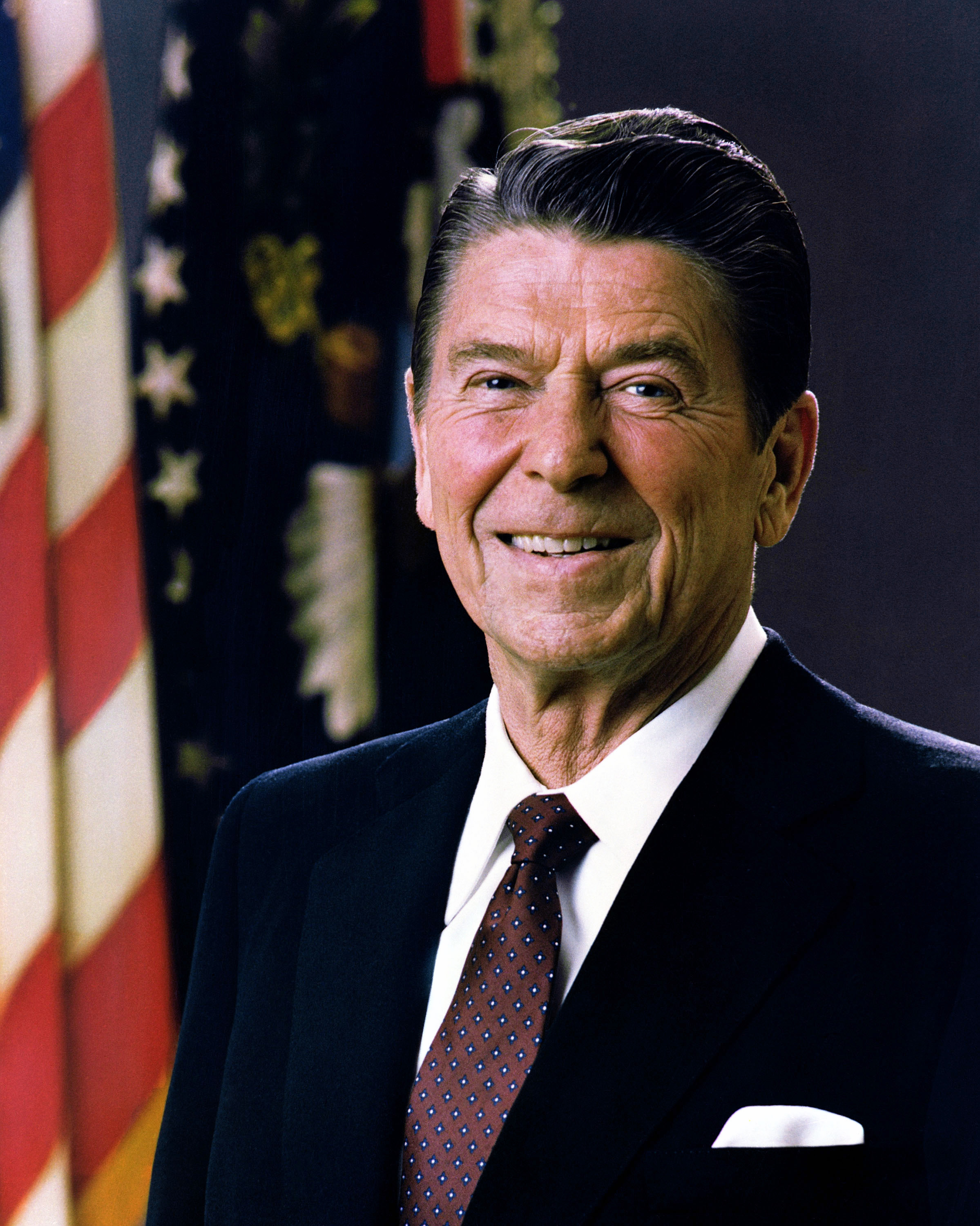
Рональд Рейган

- 6 февраля — Рональд Рейган, президент США (1981—1989), актёр (ум. 2004).
- 24 февраля
  - Влодзимеж Речек, польский спортивный и политический деятель, деятель международного олимпийского движения, доктор наук (ум. 2004)[33].
  - Роберт Уильям, французский лётчик-ас во Второй мировой войне, награждён Орденом Почётного легиона (ум. 1940).
- 8 марта — Алан Хованесс, американский композитор (ум. 2000).
- 11 марта — Аркадий Бейнусович Мигдал, советский физик-теоретик, академик АН СССР (ум. 1991).
- 16 марта — Йозеф Менгеле, немецкий врач, проводивший опыты над узниками концлагеря Освенцим (ум. в 1979).
- 8 апреля — Франтишек Пержина, чехословацкий лётчик-ас Второй мировой войны (ум. 2006).
- 12 апреля — Витаутас Сириос-Гира, литовский писатель (ум. 1997).
- 21 апреля — Леонард Уоррен, американский оперный певец-баритон (ум. 1960).
- 28 апреля — Ли Фальк, американский писатель, театральный режиссёр и продюсер, создатель комиксов о Фантоме и Мандрейке Волшебнике (ум. 1999).
- 24 мая — У Не Вин, генерал, военный и политический деятель Бирмы, президент в 1974—1981 годах (ум. 2002).
- 27 мая — Винсент Прайс, американский киноактёр, известный по классическим экранизациям произведений Э. А. По (ум. 1993).
- 17 июня — Виктор Платонович Некрасов, русский советский писатель (ум. 1987).
- 24 июня — Хуан Мануэль Фанхио, аргентинский автогонщик, пятикратный чемпион Формулы-1 (ум. 1995).
- 30 июня — Чеслав Милош, польский поэт, лауреат Нобелевской премии по литературе 1980 года (ум. 2004).
- 1 июля — Сергей Леонидович Соколов, советский военачальник, Маршал Советского Союза, Герой Советского Союза, Министр обороны СССР (1984—1987) (ум. 2012).
- 5 июля — Жорж Помпиду, президент Франции (1969—1974) (ум. 1974).
- 14 июля — Владимир Иванович Овчинников, советский живописец (ум. 1978).
- 17 августа — Михаил Ботвинник, советский шахматист, 6-й чемпион мира по шахматам (ум. 1995).
- 7 сентября — Тодор Живков, многолетний коммунистический лидер Болгарии (ум. 1998).
- 19 сентября — Уильям Голдинг, английский писатель, лауреат Нобелевской премии по литературе (ум. 1993).
- 9 сентября — Рихард Бер, штурмбаннфюрер СС, комендант концлагерей Освенцим и Дора-Миттельбау (ум. в 1963).
- 20 сентября — Альфред Науйокс (ум. 1966), штурмбаннфюрер СС, офицер разведки Третьего рейха. Руководитель операции «Консервы» — немецкой провокации на польской границе, что послужило поводом к началу Второй мировой войны.
- 8 октября — Марк Бернес, советский певец и актёр (ум. 1969).
- 15 октября — Джеймс Шмиц, американский писатель-фантаст (ум. 1981).
- 20 октября — Михаил Георгиевич Козелл, советский живописец и педагог (ум. 1993).
- 24 октября — Аркадий Исаакович Райкин, советский эстрадный и театральный актёр (ум. 1987).
- 1 ноября — Анри Труайя, французский писатель русского—армянского происхождения, настоящее имя Лев Асланович Тарасов (ум. 2007).
- 22 ноября — Лаци Олах, популярный советский барабанщик-джазмен (ум. 1989).
- 11 декабря — Цянь Сюэсэнь, китайский учёный, основоположник космической программы Китая (ум. 2009).
- 17 декабря — Андре Клаво, французский певец и актёр, победитель конкурса «Евровидение» 1958 года (ум. 2003).
- 18 декабря — Жюль Дассен, французский кинорежиссёр (ум. 2008).
- 25 декабря — Иван Игнатьевич Якубовский, советский военачальник, Маршал Советского Союза (1967), дважды Герой Советского Союза (ум. 1976).

## Скончались
См. также: Категория:Умершие в 1911 году

Серов

- 20 февраля — Юзеф Монтвилл, польский банкир и меценат (род. 1850).
- 10 апреля — Микалоюс Константинас Чюрлёнис, литовский художник и композитор (род. 1875).
- 17 апреля — Архимандрит Мина (Михаил Ефимович Шустов), настоятель Никольского единоверческого монастыря в Москве, известный миссионер.
- 18 мая — Густав Малер, австрийский композитор и дирижёр (род. 1860).
- 30 мая — Константин Михайлович Фофанов, русский поэт (род. 1862).
- 31 июля — Андреа Глория, итальянский историк, профессор Падуанского университета (род. 1821).
- 1 августа — Конрад Дуден, немецкий филолог, создатель орфографического словаря немецкого языка (род. 1829).
- 18 сентября — Пётр Аркадьевич Столыпин, российский государственный деятель, премьер-министр России с 1906 года (род. 1862).
- 21 сентября — Ахмед Ораби-паша, египетский военный и политический деятель, руководитель борьбы с Великобританией в период Англо-египетской войны 1882 года (род. 1842).
- 1 октября — Вильгельм Дильтей, немецкий историк культуры и философ (род. 1833).
- 4 октября — Джозеф Белл, хирург и профессор Эдинбургского университета (род. 1837).
- 25 ноября
  - Поль Лафарг, французский экономист и политический деятель, один из крупных марксистских теоретиков (род. 1842).
  - Лаура Лафарг, активная деятельница французского социалистического движения. Дочь Карла Маркса и Женни фон Вестфален, жена Поля Лафарга (род. 1845).
- 5 декабря — Валентин Александрович Серов, русский художник (род. 1865).
- 13 декабря — Николай Николаевич Бекетов, один из основоположников физической химии и химической динамики, заложил основы принципа алюминотермии (род. 1827).
- 23 декабря — Николай Николаевич Златовратский, русский писатель (род. 1845).

## Нобелевские премии
- Физика — Вильгельм Вин — «За открытия в области законов, управляющих тепловым излучением».
- Химия — Мария Склодовская-Кюри — «За выдающиеся заслуги в развитии химии: открытие элементов радия и полония, выделение радия и изучение природы и соединений этого замечательного элемента».
- Медицина и физиология — Альвар Гульстранд — «За работу по диоптрике глаза».
- Литература — Морис Метерлинк — «За драматические произведения, отмеченные богатством воображения и поэтической фантазией».
- Премия мира — Тобиас Ассер — «За работы в области международного арбитража»; Альфред Герман Фрид — «За свою интернациональную деятельность».